# Gilles Potvin
Pour les articles homonymes, voir Potvin.
Gilles Potvin est un critique, réalisateur, musicien, conseiller musical, administrateur, impresario et traducteur québécois, né à Montréal le 23 octobre 1923 et mort le 4 septembre 2000  à Montréal. 
Il a été critique au quotidien Le Nouveau Journal (1961), au journal Le Devoir (1961-1966) et La Presse (1966-1970), puis de nouveau au Devoir (1973-1985), et un contributeur majeur à l'Encyclopédie de la musique au Canada (EMC), codirecteur de la deuxième édition de l'EMC, plus particulièrement responsable de l'édition en langue française. 

## Honneurs
- 1983 - Prix Calixa-Lavallée
- 1983 - Membre de la Société royale du Canada
- 1984 - Membre de l'Ordre du Canada
- 1987 - Médaille du Conseil canadien de la musique